# Mount Pleasant, Wisconsin
Mount Pleasant là một làng thuộc quận Racine, tiểu bang Wisconsin, Hoa Kỳ. Năm 2006, dân số của làng này là 23142 người.